# Foussais-Payré
Foussais-Payré település Franciaországban, Vendée megyében. Lakosainak száma 1176 fő (2022. január 1.). Foussais-Payré Puy-de-Serre, Faymoreau, Mervent, Saint-Hilaire-des-Loges, Saint-Michel-le-Cloucq és Xanton-Chassenon községekkel határos.

## Népesség
A település népességének változása:
| Lakosok száma | 1143 | 1099 | 1142 | 1130 | 1147 | 1157 | 1173 | 1183 | 1176 |
|               | 2013 | 2015 | 2016 | 2017 | 2018 | 2019 | 2020 | 2021 | 2022 |